# Dogsomyn Bodoo
Dogsomyn Bodoo, także Bodo (mong. Догсомын Бодоо; ur. 1885, zm. 1922 w Ułan Bator) – mongolski polityk, lama, premier Mongolii.
Urodził się w 1885 roku. Edukację zdobył w klasztorze, następnie studiował język mongolski i literaturę. Po otrzymaniu wykształcenia był urzędnikiem i lektorem języka mongolskiego w szkole przy konsulacie rosyjskim w Urdze oraz korespondentem miejscowej gazety. W trakcie pracy w rosyjskim konsulacie zapoznał się z poglądami bolszewizmu. Pod wpływem tej ideologii założył tajną antychińską organizację rewolucyjną. Pozostałymi czołowymi członkami grupy byli Dambyn Czagdardżaw i Chorlogijn Czojbalsan. W 1920 roku jego organizacja zjednoczyła się z grupą grupy Damdina Suche Batora a 25 czerwca tego samego roku zjednoczona organizacja przyjęła nazwę Mongolska Partia Ludowa. Był pierwszym członkiem partyjnej delegacji, która wyruszyła do Rosji w celu nawiązania kontaktów z tamtejszym rządem. W trakcie rewolucji mongolskiej brał udział w walkach z Chińczykami i baronem Ungernem. W marcu 1921 roku został mianowany ministrem spraw zagranicznych w rządzie tymczasowym, a miesiąc później przyjął także funkcje premiera. 6 lipca ostatecznie pokonał siły Ungerna, a 14 września wydał Deklarację Niepodległości.
Po zakończeniu rewolucji doszło do politycznego konfliktu w obrębie rządu i partii między grupą Suche Batora a grupą polityków lewicowych skupionych wokół premiera Bodoo, ekspremiera Czagdardżaw i przewodniczącego Komitetu Centralnego partii Solijn Dandzana. Grupa ta optowała za budową socjalizmu w Mongolii, ograniczeniem władzy kleru i arystokracji, ale także za uniezależnieniem się od ZSRR, przeciw likwidacji własności prywatnej i przeciw fizycznej rozprawie z kościołem lamajskim. W dodatku sprzeciwiała się przejęciu władzy w nowo powstałym związku młodzieży (odpowiedniku radzieckiego Komsomołu) przez żonę Suche Batora. W grudniu 1921 Bodoo został zwolniony ze wszystkich stanowisk rządowych i usunięty z partii, a w sierpniu 1922 aresztowany przez władze centralne i wraz z większością towarzyszy (z wyjątkiem Dandzana, którego zabito rok później) skazany na śmierć i zabity we wrześniu 1922. Przed odsunięciem od władzy i śmiercią udało mu się przeprowadzić modernizacyjną kampanię skierowaną przeciwko aspektom kultury uznanym za feudalne (dotyczących głównie tradycyjnych strojów).